# Siniperca scherzeri
Siniperca scherzeri (лат.) — вид пресноводных лучепёрых рыб из семейства Sinipercidae. Обитает в Восточной Азии (Корея, Китай и Вьетнам). Длина тела представителей этого вида достигает 33,4 см, а масса 607,3 г. Стандартный окрас желтовато-коричневый с черновато-коричневыми пятнами («леопардовый»), но есть также ярко-жёлтые («золотые») особи, которые особенно ценятся в Корее и выборочно разводятся в неволе. Это коммерчески важная рыба, но её численность снизилась из-за чрезмерного промысла и потери среды обитания. Она разводится в аквакультуре, обычно с использованием чистокровных особей, но иногда её скрещивают с быстро растущим китайским окунем.